# Grand Conseil de la Nation Waban-Aki
Le Grand Conseil de la Nation Waban-Aki est le conseil tribal de la Première Nation des Abénakis au Ndakinna (Centre-du-Québec, Estrie  et Montérégie-Est) au Québec. 

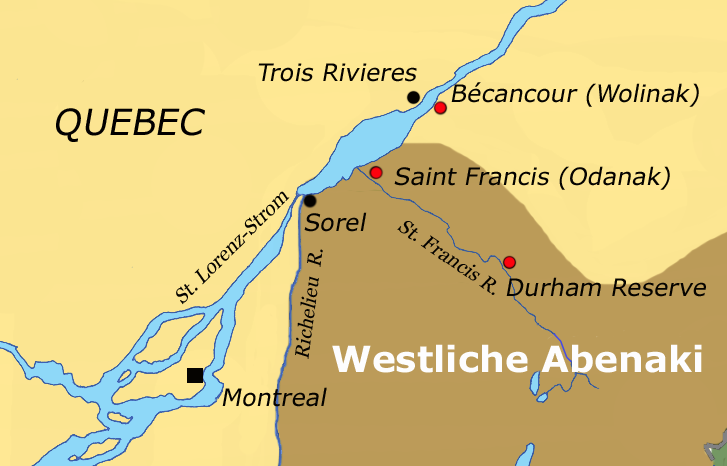
Territoire traditionnel des Abénakis. Les réserves de Wôlinak et Odanak sont indiquées en rouge.

Il rassemble deux bandes algonquiennes abénakises, soit Wôlinak et Odanak. Son siège est situé à Wôlinak.

## Liste des bandes
Le Grand Conseil de la Nation Waban-Aki rassemble deux bandes indiennes.
| Numéro | Nom officiel de la bande                | Siège   | Population inscrite (2018) |
| ------ | --------------------------------------- | ------- | -------------------------- |
| 72     | Odanak                                  | Odanak  | 2 526                      |
| 71     | Première Nation des Abénakis de Wôlinak | Wôlinak | 471                        |

## Mandat
Le Grand Conseil de la Nation Waban-Aki Inc., fondé en 1979, est un Conseil Tribal regroupant les bandes abénakises d’Odanak et de Wôlinak.
Sa première mission, élaborée en décembre 1993, fut révisée et corrigée, à la demande du Conseil d’administration, par un comité de travail formé de membres d’Odanak et Wôlinak, en mars 1997.
À partir des huit objectifs énoncés dans les lettres patentes de la Corporation Waban-Aki Inc., le comité mandaté a identifié trois éléments principaux de sa mission ; la représentation, le développement et l’administration.

### 1. Représenter
Être le porte-parole des deux communautés :
- Démonstration de la force de l’association, de l’unité des deux bandes, dans les revendications et dans les négociations ;
- Représentation, au nom des deux bandes, aux paliers supérieurs des gouvernements et autres instances reliées aux bandes ;
- Représentation des positions de la Nation au sein de l’Assemblée des Premières Nations ;
- Représentation lors de certaines célébrations officielles ;
- Représentation, en délégation des communautés, à certains forums de discussion.

Défendre les droits inhérents de ses membres :
- Par sa participation aux revendications ;
- Selon les droits reconnus dans la Loi sur les Indiens ;
- Selon les droits ancestraux ;
- Aux services essentiels de santé, éducation/formation et à l’emploi ;
- Identification des besoins ;
- Identification des ressources disponibles ;
- Propositions d’actions ;
- Négociation d’ententes ;
- Participation à la mise en œuvre.

En faisant connaître ces droits :
- Aux membres des deux communautés ;
- Aux populations avoisinantes.

En les faisant respecter :
- Documentation/recherche historique ;
- Identification des lois et règlements qui s’y réfèrent ;
- Participation à la négociation d’ententes.

### 2. Développer
Assurer le développement économique des Abénakis :
- Identifier avec les deux communautés, les priorités communes ;
- Appuyer la définition des objectifs communs à court, moyen et long terme ;
- Proposer des scénarios de mise en œuvre ;
- Participer à la mise en œuvre des actions nécessaires à l’atteinte des objectifs définis ;
- Participer à l’évaluation périodique de l’avancement de la mise en œuvre des objectifs.

### 3. Administrer
Assurer la prise en charge administrative de tous les services offerts par le Ministère et les autres organismes aux deux populations :
- Compléter la prise en charge administrative des services de santé et des services sociaux ;
- Administrer pour des périodes prédéfinies et au nom des Conseils de bande, certains services mandatés par eux ;
- Donner, selon le besoin et la demande, un appui administratif au personnel de chacun des Conseils de bande.

## Histoire de la Nation
La Nation W8banaki fait partie des peuples algonquiens présents dans le Nord-Est américain. Sa population compte à ce jour plus de 3000 individus, localisés majoritairement au Québec et aux États-Unis. L’ethnonyme W8banaki (le « 8 » se prononce comme un « ô » nasal ou un « on ») est le résultat de la contraction des mots W8ban (aurore) et Aki (terre) qui, mis ensemble, signifie Peuple de l’aurore ou Peuple de l’Est. On explique la signification de cet ethnonyme par la localisation géographique des W8banakiak (le suffixe - ak est la marque du pluriel). Antérieur aux frontières étatiques actuelles, le territoire w8banaki, le Ndakina, comprend en tout ou en partie le sud du Québec, le Maine, le New Hampshire, le Vermont et le Massachusetts. À cet effet, Pna8bskategw (fleuve Penobscot) et Akigwitegw (rivière Etchemin) forment la limite orientale du Ndakina tandis que le fleuve Merrimack et la ligne formée par Masesoliantegw (rivière Richelieu) et Pitawbagw (lac Champlain) constituent la limite occidentale du territoire w8banaki5.
Le Ndakina est limitrophe des territoires des Nations Wolastoqiyik Wahsipekuk, Penobscot et Kanien’kehá:ka. L’occupation du Ndakina de la part des W8banakiak est visible et identifiable dans les bassins versants qui sillonnent le territoire, ceux-ci étant des espaces où la Nation a, de tous temps, pratiqué diverses activités coutumières. Cette organisation territoriale a permis l’émergence, il y a 3000 ans, de groupes régionaux, entre autres dans les régions du Maine et du Vermont. En conformité avec la pratique de leurs activités coutumières, les W8banakiak ont effectué maints déplacements saisonniers dans le cours supérieur des bassins versants du sud du Québec pour se rendre jusqu’à Kchitegw (fleuve Saint-Laurent), passant notamment dans les régions des Cantons-de-l’Est, de Brome-Missisquoi et de Chaudière-Appalaches. Les W8banakiak ont été confrontés aux XVIIe – XVIIIe siècles à la colonisation européenne et à la guerre des frontières, dans la mesure où le sud et le sud-ouest du Ndakina tiennent lieu de zone frontalière entre les colonies de la Nouvelle-France et de la Nouvelle-Angleterre. Cette zone frontalière a instauré un climat prompt au débordement et à la violence, si bien que les W8banakiak ont participé à plusieurs conflits entre 1675-1763.
Le contexte des guerres coloniales a mené les groupes w8banakiak situés à la lisière des colonies françaises et anglaises à se déplacer de manière permanente dans la partie septentrionale du Ndakina, un espace occupé et utilisé par la Nation depuis des générations, notamment pour la chasse et le commerce. On les retrouve d’abord au XVIIe siècle dans les missions jésuites de Sillery et de Kik8ntegw (rivière Chaudière). Puis, des missions catholiques sédentaires sont fondées au XVIIIe siècle à l’emplacement de campements w8banakiak déjà existants sur Alsig8ntegw et W8linaktegw (rivières Saint-François et Bécancour), où l’utilisation et l’occupation traditionnelle du Ndakina sont maintenues, et ce, malgré la présence et certains gestes posés par les seigneurs, les colons et les missionnaires. 
Aujourd’hui, les missions de Saint-François et de Bécancour (ou de Saint-François-Xavier) sont devenues les communautés d’Odanak et de W8linak. Ces dernières ont respectivement une superficie de 6 km2 et de 0.7 km2, mais comptaient à l’origine environ 60 km2 et 90 km2. La vannerie de frêne noir, la chasse, la pêche, le piégeage et la cueillette, entre autres, demeurent des pratiques courantes pour les membres de la Nation W8banaki. La communauté d’Odanak est également l’hôte de l'Institution Kiuna, l’unique cégep autochtone au Québec, et du Musée des Abénakis, premier musée autochtone au Québec et dont la création remonte à 1965. Ces deux institutions pédagogiques et culturelles singulières favorisent depuis des décennies le rayonnement des cultures autochtones au Québec.